# Vico (Francia)
Vico (in corso Vicu /ˈbiɡu/) è un comune francese di 937 abitanti situato nel dipartimento della Corsica del Sud nella regione della Corsica, antica sottoprefettura nel XIX secolo.

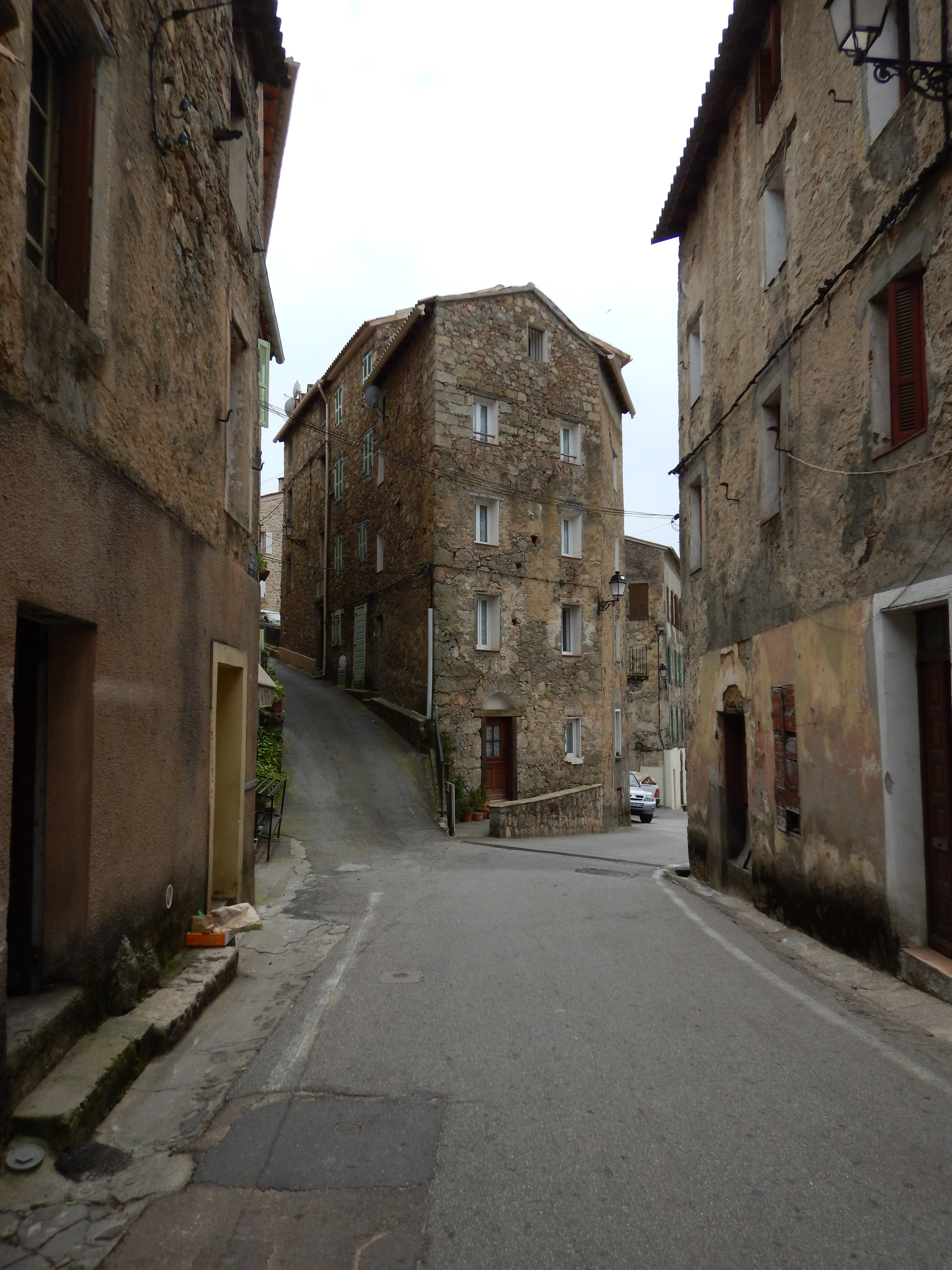
Vecchie case a Vico

## Società

### Evoluzione demografica
Abitanti censiti